# Уріель Зелігсон
Уріель (Урі) Зелігсон (6 лютого 1937, Тель-Авів — 29 січня 2022) — ізраїльський гематолог, заслужений професор гематології медичного факультету Тель-Авівського університету, завідувач науково-дослідним інститутом тромболізису та гемостазу ім. Амалії Бірон Тель-Авівського університету і Медичного центру Шиба. Член ізраїльської Академії наук.

## Біографія
У 1963 р. закінчив медичну школу Єврейського університету в Єрусалимі. У 1965-1970 рр. проходив спеціалізацію з гематології і внутрішньої медицини в лікарні ім. Хаїма Шиба (Тель а Шомер). Під час Шестиденної війни завідував польовою лікарнею на Синаї.
У 1972 році закінчив аспірантуру за спеціальністю «згортання крові» в Університеті Південної Каліфорнії в Лос-Анджелесі (штат Каліфорнія, США).
Після повернення до Ізраїлю в 1972 році заснував Національний центр гемофілії в медичному центрі Шиба. У рамках керівництва цим центром заснував перший в Ізраїлі Гельсінський комітет.
Під час війни Судного дня командував хірургічною ротою на Суецькому каналі і отримав звання полковника.
У 1979-1993 рр.. керував інститутом гематології Медичний центр імені Сураскі.
У 1993 р. заснував Інститут згортання крові і відділення гематології в медичному центрі Шиба, а в 2004 р. - Науково-дослідний інститут тромболізису і гемостазу ім. Амалії Бірон у співпраці з науковцями медичного факультету Тель-Авівського університету.
З 1966 р. викладає на медичному факультеті Тель-Авівського університету. У 1977 р. отримав звання доцента, а в 1982 р. став штатним професором. Був заступником декана медичного факультету Тель-Авівського університету і очолював школу безперервної освіти. Був запрошеним професором в Каліфорнійському університеті в Сан-Дієго (США), в університеті Стоуні-Брук штату Нью-Йорк (США), в науково-дослідному інституті Скріппса (Сан-Дієго, штат Каліфорнія, США), в голландській академії наук, в лікарні Маунт Синай (Нью-Йорк, США) і в рокфеллерівському університеті (Нью-Йорк, США).
У 1979 р. організував конференцію Міжнародної Федерації Гемофілії в Тель-Авіві. У 1995 р. обіймав посаду президента Міжнародного з'їзду з тромбозів і гемостазу за участю 3500 вчених з усього світу. Був співзасновником Європейської асоціації гематологів у 1993 р.
Є членом редколегії журналів Blood Coagulation & Fibrinolysis і Journal of Thrombosis and Hemostasis.
У 1998 р. став одним з п'ятьох авторів 6-го видання відомого підручника з гематології Williams Hematology. Брав участь у написанні і редагуванні 7-го і 8-го видань цього підручника.
Автор 230 наукових статей.

## Сім'я
Дружина-Хані Зелігсон; у подружжя троє дітей і шість онуків. Син Габі Зелігсон-генеральний директор компанії Nova, дочка Яель Хенкін — викладач, син Дан — інженер-програміст.

## Наукові досягнення
Дослідження Урі Зелігсона присвячені спадковим патологіям, пов'язаним з підвищеним зсіданням крові. Він відкрив 4 спадкові захворювання, особливо поширених серед євреїв.

## Спадковий дефіцит фактора згортання крові XI
Спадковий дефіцит фактора згортання крові XI проявляється в надмірних кровотечах, особливо внаслідок хірургічних операцій. Професор Зелігсон виявив, що 9% євреїв-ашкеназів є носієм генетичної мутації, яка призводить до дефіциту цього фактора. Він також виявив, що дефіцит фактора XI не зменшує ризику інфаркту міокарда, але знижує ризик інсульту.

## Спадковий дефіцит фактора згортання крові VII
Професор Зелігсон був одним з перших дослідників, які описали фактор згортання крові VII. Він знайшов новий спосіб активувати його на початку процесу згортання крові. На основі його відкриття данська компанія Novo Nordisk за допомогою генної інженерії розробила рекомбінантний активований фактор VII (Novoseven). Препарат ефективний у хворих з гемофілією і наявністю інгібіторів, а також при лікуванні людей, які страждають від кровотечі в результаті травм.

## Тромбастенія Гланцмана і інтегрин αllbβ3 в тромбоцитах
Тромбоцити накопичуються в місцях розриву кровоносних судин, запечатуючи їх. Тромбоцити прикріплюються до фібриногену, що з'єднує їх. Тромбастенія Гланцмана-це рідкісне генетичне захворювання, при якому виникає відсутність або порушення активності рецептора фібриногену, або інтегрину αllbβ3, що проявляється тенденцією до серйозних кровотеч. Професор Зелігсон розробив метод пренатальної діагностики цього захворювання. Його дослідження зробили великий внесок у розробку антикоагулянтів, які блокують інтегрин αllbβ3 і широко використовуються при лікуванні хворих з інфарктом міокарда.

## Комбінований дефіцит факторів згортання крові V і VIII
Професор Зелігсон разом з дослідниками Мічиганського університету досліджував рідкісне захворювання, при якому існує комплексний дефіцит факторів згортання V і VIII. Ген, який кодує вироблення фактора згортання V розташований у 1-й хромосомі, в той час як ген, що кодує вироблення фактора згортання VIII, розташований у хромосомі X. більше 45 років механізм цього захворювання був не ясний. Професор Зелігсон і його колеги досліджували ДНК 10 сімей хворих ізраїльтян і виявили, що мутантний ген, що відповідає за це захворювання, розташований у 18-й хромосомі.
У 2004 р дослідники виявили ще один ген - MCFD2, мутація якого також призводить до цієї хвороби.

## Гіперкоагуляція крові з клінічної та молекулярної точки зору
В останнє десятиліття з'ясувалося, що існують спадкові стани гіперкоагуляції, відповідальні за венозні тромбози. Спадкові дефекти, що призводять до цього, — білки, що блокують коагуляцію. Зелігсон був першим, хто виявив Серйозний вроджений дефіцит протеїну С – одного з необхідних блокаторів коагуляції крові. У той час як недолік протеїну С зустрічається досить рідко, існує два поширених генетичних дефекту, які призводять до гіперкоагуляції. Це протромбін G20210A і фактор V Лейдена.

## Нагороди
- Медаль Роберта П. Гранта.
- Премія за видатні досягнення міжнародної організації з тромбозів і гемостазу.